# Cosimo Galilei
Cosimo Galilei (Firenze, 11 aprile 1636 – Ercolano, 13 ottobre 1672) è stato un presbitero italiano, nipote di Galileo Galilei. Insieme ai fratelli Galileo e Carlo fu il terzo e ultimo dei figli di Vincenzio Galilei e Sestilia Bocchineri. Prete della Congregazione della Missione.

## Biografia
Fu uno dei tre figli di Vincenzio Galilei. La madre, Sestilia Bocchineri, che aveva sposato Vincenzio il 28 gennaio 1629, morirà nel febbraio del 1669. Cosimo era il loro terzo figlio, avendo come fratelli Galileo (il primogenito) e Carlo (1631).
Studia a Pisa, dove approfondisce filosofia e medicina, laureandosi in legge l’11 febbraio 1658 (anche se, forse, non riuscirà a conseguire il titolo per l'ostile clima antigalileiano che si era diffuso nello Studio di Pisa, sin dal ritorno in patria del nonno nel 1610).
Nel luglio del 1659, viene ordinato sacerdote, diventando segretario del cardinale Gregorio Barbarigo, il quale sarà Vescovo di Bergamo e di Padova.
Nel 1667, Cosimo entra a far parte dei preti della Congregazione della Missione, fondata da San Vincenzo de' Paoli. Su disposizione del cardinale Innico Caracciolo (senior), il 2 marzo 1668 verrà mandato a Napoli per istituire una casa per la congregazione di cui diverrà il primo superiore e ivi raggiunto dai confratelli p. De Bonitatibus e p. Agostini. La casa si trova a Borgo dei Vergini, nel cuore del Rione Sanità. Alcune fonti sostengono che Cosimo abbia portato con sé a Napoli alcune carte e un ipotetico manoscritto del nonno, contenente le sue memorie, di cui si è persa ogni traccia.
La sua morte, probabilmente di tisi, è da collocarsi alla fine del 1672 come risulta nei registri della parrocchia di Santa Maria a Pugliano ad Ercolano (NA). È sepolto sotto la basilica.